# (46414) 2002 GD113
(46414) 2002 GD113 es un asteroide perteneciente al cinturón de asteroides, región del sistema solar que se encuentra entre las órbitas de Marte y Júpiter, descubierto el 11 de abril de 2002 por el equipo del Lowell Observatory Near-Earth-Object Search desde la Estación Anderson Mesa (condado de Coconino, cerca de Flagstaff, Arizona, Estados Unidos).

## Designación y nombre
Designado provisionalmente como 2002 GD113. 

## Características orbitales
2002 GD113 está situado a una distancia media del Sol de 2,961 ua, pudiendo alejarse hasta 3,216 ua y acercarse hasta 2,706 ua. Su excentricidad es 0,086 y la inclinación orbital 11,271 grados. Emplea 1861,35 días en completar una órbita alrededor del Sol.
Pertenece a la familia de asteroides de (221) Eos.

## Características físicas
La magnitud absoluta de 2002 GD113  es 14,45. 